# Georgi Wassiljewitsch Florowski

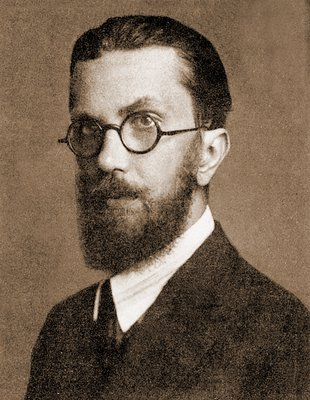
Georgi Florowski um 1925

Georgi Wassiljewitsch Florowski, auch Georges Florovsky und Georgij Florovskij, (russisch Георгий Васильевич Флоровский; * 28. Augustjul. / 9. September 1893greg. in Odessa; † 11. August 1979 in Princeton (New Jersey), Vereinigte Staaten) war einer der herausragendsten orthodoxen Theologen des 20. Jahrhunderts, der sich auch sehr in der Ökumene engagierte.

## Leben
Georgi Wassiljewitsch Florowski wurde in Odessa als viertes Kind einer orthodoxen Priesterfamilie geboren. In einem gebildeten Milieu lernte er schon als Schüler Englisch, Deutsch, Französisch, Latein, Griechisch und Hebräisch. Mit 18 Jahren studierte er Philosophie und Geschichte. Nach einem ersten Abschluss unterrichtete er drei Jahre an Schulen in Odessa und machte dann seinen Abschluss einschließlich der licensia docendi an allen Universitäten im russischen Reich. 1919 begann er an der Universität von Odessa zu lehren, doch 1920 war die Familie gezwungen, Russland zu verlassen. Florowski war sich von Anfang an darüber im Klaren, dass es für ihn keine Rückkehr gab, da die Geschichte und Philosophie, die er lehrte, vom Marxismus nicht akzeptiert werden würde.
Florowski hatte in den Zwanzigerjahren eine enge persönliche und berufliche Freundschaft mit Nikolai Alexandrowitsch Berdjajew. Diese wurde in späteren Jahren etwas distanzierter, unter anderem durch Florowskis Priesterweihe, für die Berdjajew kein Verständnis hatte und durch Florowskis Werk Wege der russischen Theologie, das Berdjajews Religionsphilosophie kritisch gegenüberstand.
1925 wurde Florowski als Professor für Patristik an das Institut de Théologie Orthodoxe Saint-Serge nach Paris berufen. Hier fand er seine eigentliche Berufung und die Patristik wurde für ihn auch der Maßstab für die Orthodoxe Theologie und die Auslegung der Schrift, ebenso wie die Quelle für viele seiner Beiträge und Kritiken zur Ökumenischen Bewegung. Für den Rest seines Lebens sollte Florowski an theologischen Hochschulen lehren, obwohl er selbst keinen akademischen Abschluss in Theologie hatte (später kamen allerdings diverse Ehrendoktorate und andere Auszeichnungen dazu).
1932 ließ Florowski sich zum Priester der orthodoxen Kirche weihen. In den 1930er Jahren unternahm er ausgedehnte Forschungen in europäischen Bibliotheken und verfasste seine wichtigsten Werke auf dem Gebiet der Patristik und sein Magnum Opus, Der Weg der russischen Theologie in dem er unter anderem die westlichen Einflüsse von Scholastik, Pietismus und Idealismus auf die russische Theologie hinterfragte und dazu aufrief, die russische Theologie im Licht der Patristik neu zu evaluieren. Das Werk wurde von den russischen Emigranten teils in den Himmel gelobt und teils verdammt – eine neutrale Einstellung gab es nicht. Abgelehnt wurde das Werk unter anderem von Sergei Nikolajewitsch Bulgakow, dem Leiter des St. Sergius Institutes und Vertreter der russischen theologischen Tradition des 19. Jahrhunderts aber ebenso von Nikolai Alexandrowitsch Berdjajew, dem Vertreter der religiösen Renaissance des 20. Jahrhunderts.
1937 nahm Florowski an der zweiten Konferenz für Glauben und Kirchenverfassung in Edinburgh teil. Dabei vertrat er energisch die Position, dass es wichtig und notwendig sei, die tatsächlichen Unterschiede zwischen Christen offenzulegen und auch anscheinend unmöglich zu vereinende Gedankenpositionen auszusprechen – auf eine andere Weise sei ein echter ökumenischer Dialog nicht möglich. Als sich die Lutheraner und Presbyterianer mündlich einen Kompromiss bezüglich der Formulierung der Gnadenlehre suchten, wies Florowski sie darauf hin, dass das keine wirkliche Einheit der Lehre sein könne, solange Lutheraner und Calvinisten zwei verschiedene Kirchen seien.
Ein Ergebnis der Edinburgh-Konferenz war der Plan, einen Weltkirchenrat zu gründen. Florowski gehörte zu den vierzehn Personen, die ernannt wurden, um eine Verfassung für diese Körperschaft zu erarbeiten. Damit hatte er eine Spitzenposition in der weltweiten Ökumene erreicht, in der er für den Rest seines Lebens Jahre unermüdlich arbeiten würde, um eine essentielle christliche Einheit zu erreichen.
Den Zweiten Weltkrieg verbrachte Florowski in der Schweiz und in Belgrad. Nach dem Krieg nahm er seine Lehrtätigkeit in Paris wieder auf, verbunden mit vielen Reisen und Vorträgen über ökumenische Fragen. Auch seine schriftlichen Werke dieser Zeit reflektieren sein ökumenisches Engagement: in vielen Essays präsentierte er die orthodoxe Lehre der Kirche einem ökumenischen Publikum.
Bei der Eröffnungskonferenz des Ökumenischen Rats der Kirchen 1949 in Amsterdam war Florowski der theologische Sprecher für die Orthodoxen Kirchen und hielt eine Ansprache über Ökumenische Ziele und Zweifel. Im Jahr 1965 wurde er in die American Academy of Arts and Sciences gewählt.

## Veröffentlichungen (Auswahl)
Florowski publizierte auf Russisch, Französisch und Englisch. Kurz vor seinem Tod erschienen seine gesammelten Werke auf Englisch in vierzehn Bänden. Thematisch widmete er sich der orthodoxe Kirchen- und Theologiegeschichte, den Kirchenvätern, sowie der Ökumene.
- Восточные Отцы IV-го вѣка. Изъ чтеній въ Православномъ богословскомъ институтѣ въ Парижѣ. YMCA Press, Paris 1931, (Die östlichen Väter des 4. Jahrhunderts.).
- The Limits of the Church. In: The Church Quarterly Review. Bd. 117, Nr. 233, 1933, ISSN 0269-4034, S. 117–131, (Wiederabdruck in: Brandon Gallaher, Paul Ladouceur (Hrsg.): The Patristic Witness of Georges Florovsky. Essential Theological Writings. T & T Clark u. a., London u. a. 2019, ISBN 978-0-567-54018-8, S. 247–256, doi:10.5040/9780567659491.ch-017).
- Sobornost: The Catholicity of the Church. In: Eric L. Mascall (Hrsg.): The Church of God. An Anglo-Russian Symposium by Members of the Fellowship of St. Alban and St. Sergius. Society for Promoting Christian Knowledge, London 1934, S. 53–74, (Wiederabdruck in: The Collected Works of Georges Florovsky. Band 1: Bible, Church, Tradition. An Eastern Orthodox View. Büchervertriebsanstalt, Vaduz u. a. 1987, ISBN 3-905238-01-2, S. 37–55, online).
- Пути русскаго богословія. YMCA Press, Paris 1937, (englisch: The Ways of Russian Theology.).
- „As the Truth is in Jesus“. In: The Christian Century. Bd. 68, Nr. 51, 19. Dezember 1951, ISSN 0009-5281, S. 1457–1459, (Wiederabdruck als: The lost Scriptural Mind. In: The Collected Works of Georges Florovsky. Band 1: Bible, Church, Tradition. An Eastern Orthodox View. Büchervertriebsanstalt, Vaduz u. a. 1987, ISBN 3-905238-01-2, S. 9–16, online).
- St. John Chrysostom. The Prophet of Charity. In: St. Vladimir’s Seminary Quarterly. Bd. 3, 1955, ISSN 0360-6481, S. 37–42, (online).